# دارين دنكان
دارين دنكان (بالإنجليزية: Darren Duncan)‏ مواليد 11 نوفمبر 1988، هو لاعب كرة سلة أمريكي. بدأ مسيرته الاحترافية في سنة 2010. يلعب مع وندسور إكسبرس في دوري كندا الوطني لكرة السلة كلاعب هجوم خلفي. يحمل الرقم 12. يبلغ طوله 6 قدم 0 بوصة (1.8 م).

## المسيرة الاحترافية
لعب مع نادي أوسترافا لكرة السلة في سنة 2011، ثم لعب مع هاليفاكس رينمين في سنة 2012، ثم لعب مع وندسور إكسبرس في سنة 2012.

## روابط خارجية
- دارين دنكان على موقع كرة السلة الأوروبية.كوم (الإنجليزية)
- دارين دنكان على موقع ريلجم (الإنجليزية)
- دارين دنكان على موقع بروبوليرز (الإنجليزية)